# Tiputinia foetida
Tiputinia foetida är en enhjärtbladig växtart som beskrevs av Paul Edward Berry och C.L.Woodw. Tiputinia foetida ingår i släktet Tiputinia och familjen Burmanniaceae. Inga underarter finns listade i Catalogue of Life.